# Šikaribecu
Šikaribecu je neaktivní vulkanický komplex, nacházející se v centrální části japonského ostrova Hokkaidó. Komplex se skládá z několika andezit-dacitových lávových dómů. Datum poslední erupce komplexu se odhaduje na začátek holocénu.